# 日色ともゑ
日色 ともゑ（ひいろ ともえ、1941年〈昭和16年〉6月4日 - ）は、日本の女優。劇団民藝所属。
本名は中園ともゑ（なかその ともえ）。東京都出身。父親は東京新聞社社員で将棋観戦記者・演芸評論家の日色恵。夫は建築家の中園正樹（株式会社松田平田設計代表取締役社長：1995 - 2018年在任）。

## 略歴
- 1960年、東横学園高等学校（現・東京都市大学等々力高等学校）卒業後[4]、劇団民藝俳優教室入所。
- 1961年、劇団民藝に入団、宇野重吉に師事し、演技を学ぶ。
- 1967年、NHK朝の連続テレビ小説『旅路』のヒロインを担当。
- 1969年、結婚。

## 人物
小学生の時に観た映画『原爆の子』に心を打たれたことが役者を目指す原点となる。自身も戦争で祖母と叔父、叔母を亡くしており、近年も平和の尊さを訴える朗読劇に積極的に参加している。
『大草原の小さな家』の吹き替えの依頼が来た当初は声優の経験がほとんど無かったことから自信が持てなかったので、1クール（22話分）だけのつもりで引き受けたという。しかし番組は好評で十年を越す長寿番組になり、共演した子役たちからは現在も「お母さん」と慕われ、交流が続いているという。
公演で新潟県を訪れた際とても好評だったことがきっかけで、近年は農業教室も開いており、自ら栽培し収穫した米は「ともゑ米」の銘柄にもなっている。
特技はスキューバダイビング。テレビ朝日の「ゆく年くる年」の中継で水中写真家の中村征夫と共に、紅海の海中から水中生中継を行い、海に住む魚たちを紹介した。

## エピソード
- 1968年（昭和43年）、同10月21日から31日まで開催された「第1回アジア・アフリカ映画祭」に出席のため、旧ソビエト連邦ウズベク共和国（現・ウズベキスタン）の首都タシケントを訪れている。
- 父親が将棋の観戦記者だったこともあり、幼少の頃から父親に付いて対局場などに出入りする機会が多く、大内延介や米長邦雄といった同世代の棋士とは、彼らの修業時代から数えて五十年来の付き合いという。米長がかつて、『笑っていいとも!』のテレフォンショッキングに出演した際も、おともだちとして日色を紹介した。
- 6枚落ちのハンデをもらった対局で大山康晴に勝利した。
- 60歳で終活を始めており、現在も進めている。数年前から自分が眠るための墓を用意している。
- 『大草原の小さな家』でカレン・グラッスルの吹き替えを担当することになったきっかけは監督に「カレン・グラッスルと顎の骨格が似ているので声も似ているだろう」と判断されたことである。
- カレン・グラッスルがカントリーマアムのCMに出演した際当初は別の役者が吹き替えを担当していたが、当時の不二家の社長夫人が「日色ともゑの声でないと違和感がある」と社員に伝えたことがきっかけで、急遽CMでも日色が吹き替えを担当することになった。当時日色は劇団での地方巡業中だったため、大阪までスタッフが赴き収録した。
- 1979年（昭和54年）4月に行われた東京都知事選挙では、元総評議長の太田薫の推薦人に名を連ねた[7]。

## 出演

### 映画
- 非情の青春（1962年、東宝）
- 証人の椅子（1965年、大映）
- ドレイ工場（1968年、『ドレイ工場』製作上映委員会）
- 娘の季節（1968年、日活）
- 黒部の太陽（1968年、日活・三船プロ・石原プロ）
- 喜劇 大泥棒（1971年、松竹）
- 喜劇 命のお値段（1971年、松竹）
- 喜劇 怪談旅行（1972年、松竹）
- 娘たちは風にむかって（1972年、ほるぷ映画）
- 虹をわたって（1972年、松竹）
- 喜劇 日本列島震度0（1973年、松竹）
- 急げ!若者　TOMORROW NEVER WAITS（1974年、東宝）
- 教室205号（1974年、青銅プロ＝共同映画社）
- 瀬戸はよいとこ　花嫁観光船（1976年、松竹）
- 東京大空襲 ガラスのうさぎ（1979年、共同映画全国系列会議）
- 動乱（1980年、東映）
- 日本フィルハーモニー物語　炎の第五楽章（1981年、にっかつ）
- クララ白書　少女隊PHOON（1985年、東宝）
- 危険な女たち（1985年、松竹）
- 植村直己物語（1986年、東宝）
- 千羽づる（1989年、共同映画） - ナレーション
- 郡上一揆（2000年、映画『郡上一揆』製作委員会）

### テレビドラマ
- 若ものたち（1962年、NHK総合）
- 東京の女性（1963年、NHK総合）
- 煙突のあるオアシス（1963年、NHK総合）
- 窓をひらけば風がはいる（1963年、NHK総合）
- 判決 第134話「下請業者」（1965年、NET）
- 木下恵介劇場「記念樹」（1967年、TBS）
- 人生の並木路（1966年、TBS）
- 白雪劇場「船場」（1967年 - 1968年、関西テレビ）
- 連続テレビ小説（NHK総合)
  - 旅路（1967年） - 室伏有里
  - おていちゃん（1978年） - 大沢カツ
  - 純ちゃんの応援歌（1988年 - 1989年） - 古賀昌代
- 七つの愛の物語（1967年、日本テレビ）
- 助左衛門四代記（1968年、朝日放送）
- 良縁奇縁 第2話「かみさん志願」（1968年、フジテレビ）
- 夜更けの歌 めぐり逢い（1968年、NET）
- 東芝日曜劇場[8]（TBS）
  - 第613回「橋づくし」（1968年）＊三島由紀夫原作
  - 第642回「24才」その6（1969年） - 主演・道子
  - 第841回「らんぷと貝殻」（1973年、CBC）
  - 第1029回「娘よ嫁くな」（1976年、RKB毎日放送）
  - 第1155回「ガラスの向う側」（1979年、北海道放送）
  - 第1225回「夢の蘭子」（1980年、北海道放送）
  - 第1291回「コスモス」（1981年、北海道放送）
  - 第1326回「鳥たちのクラス会」（1982年、北海道放送）
  - 第1417回「手のひらの雪」（1984年、北海道放送）
  - 第1536回「男ごころとたらの芽は…」（1986年、CBC）
  - 第1549回「A列車でいこう」（1986年、北海道放送）
- 剣は語らず（1968年、毎日放送）
- おんなこう（1968年、NHK総合）
- 五人の野武士 第26話「天下を蹴る」（1969年、日本テレビ） - 梢
- 月火水木金金金（1969年、朝日放送）
- 結婚戦争 ここ一番!（1969年、TBS）
- 新藤兼人劇場「愛妻物語」（1970年、12CH）
- 遺書配達人（1970年、NHK総合）
- 大岡越前 第2部（1971年、TBS）　第1話「紫の女」 - おつう　役
- ライオン奥様劇場（フジテレビ）
  - 「影の車」（1971年）
  - 「冬の旅」（1976年）
  - 「微笑日記」（1979年）
- 笹沢左保股旅シリーズ　狂女が唄う信州路（1972年、フジテレビ）
- 鉄道100年 大いなる旅路（1972年、日本テレビ）
- 木枯し紋次郎（第2シリーズ）第14話「明鴉に死地を射た」（1973年、フジテレビ） - 千鶴
- 花王愛の劇場「婚期」（1973年、TBS） - 主演
- 土曜日の女シリーズ 天使が消えていく（1973年、日本テレビ）- 砂見亜紀子
- 助け人走る 第26話「凶運大見料」（1974年、朝日放送・松竹） - おきぬ
- 大久保彦左衛門（1974年、関西テレビ）
- われら青春!（1974年、日本テレビ・東宝）
- 太陽にほえろ! 第140話「故郷の父」（1975年、日本テレビ・東宝） - 多田節子
- 俺たちの朝（1976年 - 1977年、日本テレビ・東宝） - 田口貴代
- 横溝正史シリーズ「悪魔の手毬唄」（1977年、毎日放送） - 井筒屋の女将
- 土曜ワイド劇場（テレビ朝日）
  - 「人それを情死と呼ぶ」（1977年）
  - 「歪んだ星座 受験戦争連続殺人」（1979年）
- 達磨大助事件帳 第23話「地獄への落し穴」（1978年、テレビ朝日） - 小夜
- 半七捕物帳 第23話（1979年、テレビ朝日・歌舞伎座テレビ） ※尾上菊五郎版 - おとく
- 特捜最前線（テレビ朝日・東映）
  - 第127話「裸の街・首のない男!」（1979年）
  - 第128話「裸の街・最後の刑事!」（1979年）
  - 第231話「十字路・ビラを配る女!」（1981年）
- 銀河テレビ小説 / ガラスのうさぎ（1980年、NHK総合）
- 御宿かわせみ 第1シリーズ（1980年、NHK総合）
- 加山雄三のブラック・ジャック（1981年、テレビ朝日）
- 鬼平犯科帳 第3シリーズ 第3話「霧の朝」（1982年5月、テレビ朝日） - おろく
- 火曜サスペンス劇場「たそがれに標的を撃て」（1982年、日本テレビ）
- 御宿かわせみ 第2シリーズ 第8話「ぼてふり安」（1982年、NHK総合） - お民
- 木曜ゴールデンドラマ「あなたはわが子を守れるか」（1983年、よみうりテレビ）
- 月曜ワイド劇場「十七歳非行妻」（1985年、テレビ朝日）
- 春の波涛（1985年、NHK総合 大河ドラマ） - 島村市子
- 娘が愛した人は（1985年、TBS）
- ドリーム・タイムへの旅立ち（1988年、フジテレビ）
- 愛する（1988年、CBC）
- 花王名人劇場「裸の大将放浪記(36) / 清のさよなら鞆ノ浦・福山編」（1989年、関西テレビ・東阪企画） - 小島好江
- 土曜ドラマ（NHK総合）
  - 理想の男性（1990年） - 庄田華子
- まさか、私が（1991年10月 - 12月、東海テレビ系・東宝） - 主演
- 月曜・女のサスペンス「殺意の滝・愛が憎しみにかわる時」（1992年、テレビ東京）
- はぐれ刑事純情派 第11シリーズ 第24話（1998年、テレビ朝日・東映）
- 金曜プレステージ「浅見光彦シリーズ44 砂冥宮」（2012年、フジテレビ） - 中島峰子
- 基町アパート〜ドキュメンタリードラマ（2013年8月24日、NHK総合）
- すぐ死ぬんだから（2020年、NHK BSプレミアム）
- 老害の人（2024年、NHK BS・BSプレミアム4K） - 吉田桃子 役[9]

### テレビアニメ
- どんべえ物語（1981年、日本テレビ）

### 劇場アニメ
- パパママバイバイ（1984年） - ママ、ナレーション[10]

### OVA
- 世界の光 親鸞聖人 第4巻（1992年） - お兼

### 吹き替え
- アイ・アム・サム（アニー・カッセル〈ダイアン・ウィースト〉）※日本テレビ「金曜ロードショー」
- 恋におちて（モリー・ギルモア〈メリル・ストリープ〉）※フジテレビ「ゴールデン洋画劇場」
- 大草原の小さな家（キャロライン・インガルス〈カレン・グラッスル〉）※NHK総合
- 主任警部モース

### バラエティ
- 徹子の部屋（テレビ朝日）
- ごごナマ（NHK総合、2019年11月7日）
- 武田鉄矢の昭和は輝いていた（BSテレ東、2020年4月10日）

### 人形劇
- こどもにんぎょう劇場「おにたのぼうし」(NHK教育） - ナレーション、女の子の母

### ラジオドラマ
- 新しい人よ眼ざめよ（1985年1月15日、NHK-FM） - 母

### CM
- ミキモト化粧品
- 住友生命
- 不二家 カントリーマアム（カレン・グラッスルの声）
- 浅田飴

### 舞台
※ 外部出演その他詳細については公式プロフィール を参照。
劇団民藝
- 泰山木の木の下で（2024年） - 神部ハナ 役
- 囲われた空（2024年） - 祖母 役
- 八月の鯨（2025年） - サラ 役
- 記憶の危うさについて 第一部「だって何も思い出せない」（2025年） - レオノーラ 役

## 著書
- 宇野重吉一座・最後の旅日記（小学館文庫）